# Ubuntu Server Edition
Ubuntu Server Edition – darmowa dystrybucja GNU/Linuksa bazująca na Debianie. Przeznaczona jest do zastosowań serwerowych. Po instalacji może zawierać pakiety serwera email, WWW, DNS, baz danych i wielu innych. Instalacja odbywa się w trybie tekstowym. Jest projektem rozwijanym obok Ubuntu, od którego różni się konfiguracją oraz pakietami zainstalowanymi po instalacji.
Wydawana jest regularnie co pół roku (cykl wydawniczy identyczny jak w przypadku wersji desktopowej), z wydaniami LTS (ang. Long Term Support – o przedłużonym wsparciu) co dwa lata.